# Christine Wassermann
Christine Wassermann (* 1964 in Memmingen) ist eine deutsche Künstlerin. Sie studierte von 1988 bis 1995 die Freie Kunst an der Kunsthochschule Kassel. 1991 erhielt sie das Otto-Braun-Stipendium. Ihre Schwerpunkte sind Installation, Video, Highspeed und Super-Slowmotion.

## Ausstellungen
- 1993 Gruppenausstellung Aufschnitt beim Kasseler Kunstverein in der Neuen Galerie in Kassel
- 1994 Gruppenausstellung beim Kunstverein Ulm
- 1995 Ausstellungsbeteiligung Kunst & gekauft im Kasseler Kunstverein, Einzelausstellung Malerei als Gegenstand im  Kulturhaus Dock 4 in Kassel
- 1996 Ausstellungsbeteiligung offene Ateliers beim Neuen Kasseler Kunstverein, Einzelausstellung Grund Bestand Teile in der galerie im griesbad in Ulm
- 1997 Ausstellungsbeteiligung Alle Jahre wieder im Kulturhaus Dock 4 in Kassel
- 1998 Ausstellungsbeteiligung offene Ateliers beim Neuen Kasseler Kunstverein, Ausstellungsbeteiligung Die Euro-Palette beim Neuen Kasseler Kunstverein
- 1999 Einzelausstellung ZEITRÄUME beim Kunstverein Schwerte, Ausstellungsbeteiligung In Reih und Glied beim 2. Kunstwettbewerb Nordhessen in der ehemaligen Natokaserne in Korbach
- 2001 Einzelausstellung da zwischen in der Alten Pfarrei Niederurff, Installation des Zeitschrankes 1997 im ART GARTEN Niederurff
- 2002 Ausstellungsbeteiligung der Mond beim Kunstverein Bad Säckingen, Ausstellungsbeteiligung hin und weg beim Künstlerfest Kulturbahnhof in Kassel, Ausstellungsbeteiligung da zwischen beim Kunstverein Bad Säckingen
- 2003 Ausstellungsbeteiligung Strategische Ziele beim Künstlerfest im Kulturbhf in Kassel
- 2005 Ausstellungsbeteiligung Futur III Wacker-Kunstprojekt zur vollendeten Vorläufigkeit in der Wacker-Galerie in Darmstadt
- 2006 Ausstellungsbeteiligung 26 am 8. März im Kulturbahnhof Kassel, Ausstellungsbeteiligung Wasser beim Kunstverein in Bad Säckingen, Ausstellungsbeteiligung Motion/Stop in Bad Arolsen
- 2007 Ausstellungsbeteiligung 20 Jahre – 100 Künstler beim Kunstverein Schwerte
- 2009 Lange Nacht der Künste in Neustrelitz, Ausstellungsbeteiligung Kasseler Atelier-Rundgang 2009
- 2010 Ausstellungsbeteiligung Wechselwirkungen im Kunstbalkon Kassel, Einzelausstellung zwischenzeit in der Galerie Rasch in Kassel
- 2011 Ausstellungsbeteiligung ZEIT ZEICHEN beim Kulturverein Hanau in der Remisengalerie
- 2012 Ausstellungsbeteiligung Gruppenausstellung in der Galerie Rasch in Kassel
- 2013 Video-Arbeiten im Rahmen des Galeriefestes in der Griesbadgalerie in Ulm